# Quark ruller sig ud

## Handling
Quark ruller sig ud er en tegnefilm, der handler om jætten Quark. Figuren er skabt af Peter Madsen og kendes også fra tegneserierne Valhalla og Quark samt tegnefilmen Valhalla. Filmen er instrueret af Henning Nielsen, Søren Häkansson, Bent Nielsen, Søren Thomas og Ray Kelly. Musikken er skrevet af Bent Hesselmann, Mikael Friis og Øyvind Ougaard.

## Stemmer
- Thomas Eje
- Jesper Klein
- Henrik Kofoed
- Anne Marie Helger